# Битва за Кельбаджар
Битва за Кельбаджар (азерб. Kəlbəcər uğrunda döyüş; арм. Քելբաջարի ռազմական գործողություն (Кельбаджарская военная операция)) — сражение весенне-летней кампании 1993 года Первой карабахской войны.

## Предыстория
Ко времени наступления Армения завершила вооружение и формирование национальной армии, значительные силы которой были переброшены в Карабах. К концу года армянские силы в Карабахе насчитывали 18 тысяч человек, из них 12 тысяч карабахцев. Они имели 100 танков и 190 единиц бронетехники. На фоне резкого усиления армянской военной машины провал январского наступления 1993 года создал в азербайджанской армии весьма напряжённую ситуацию. В очередной раз внесли свою лепту и политические трения внутри общества — так, в январе с фронта без согласия бакинских властей были отведены части 2-го армейского корпуса полковника Сурета Гусейнова. Выведенные в район г. Гянджа боеспособные части и техника были заменены менее подготовленными территориальными формированиями ополчения. По всей видимости, этот фактор стал решающим в выборе срока и направления удара армянских частей.
27 марта 1993 года с целью предупреждения вероятной весенней атаки азербайджанских вооружённых сил армянская сторона предприняла атаку на Кельбаджар и Физули.
На тот момент гористый Кельбаджарский район был отрезан от остальной части Азербайджана. С запада находилась Армения, с юга занятый силами НКР в 1992 году Лачин, с востока контролируемый армянами Мардакертский район, а на севере простирался горный хребет, единственный путь через который проходил через Омарский перевал, весьма ненадёжный зимой.

## Наступление

27 марта войска армянской стороны начали операцию по захвату Кельбаджара. Основной удар был нанесён с территории Армении. К 29 марта город был окружён, в течение 3 дней армянские вооружённые соединения заняли райцентр. Население города было эвакуировано вертолётами или покинуло город по горным перевалам. Кельбаджар был важной стратегической точкой для армянской стороны, в результате захвата города была установлена прочная связь между Арменией и НКР, что улучшило стратегическое положение армянской стороны конфликта.

Как позже вспоминал командующий армией самообороны НКР Самвел Бабаян
Подготовку Лачинской и Кельбаджарской операции мы начали ещё зимой. И хотя шли переговоры с азербайджанской стороной, мы знали, что противник просто оттягивает время, готовясь к решительному удару. Мы оказались правы, переговоры были сорваны. Азербайджан сосредоточил силы на севере Мардакертского и Аскеранского районов, перебросив туда свыше 5 тысяч солдат, танки, тяжёлую артиллерию. В конце января начались бои. Противник использовал 4 самолёта, два из которых были сбиты. Двенадцать дней шли круглосуточные бои. Поставленную перед нами задачу – освобождение мардакертских высот мы выполнили на 90 процентов.

В своих мемуарах Роберт Кочарян вспоминает: 
Для нас этот высокогорный район Азербайджана представлял исключительную важность из-за своего географического расположения. Примыкая с севера к Лачинскому, он вклинивался между Карабахом и Арменией. Наши войска в Мардакертском районе оказывались в уязвимой ситуации, поскольку их могли атаковать не только с севера и востока, но и с запада, со стороны Кельбаджара. Контроль над Кельбаджарским районом позволил бы нам сосредоточить все силы на восточном и северо-восточном направлениях. На севере от соседнего района Азербайджана Кельбаджар отделял высокий горный хребет. Через Омарский перевал на высоте более 3200 метров проходила одна-единственная дорога, и чтобы её удержать, от нас не потребовалось бы больших сил и средств. При этом линия фронта сокращалась в разы. В общем, захват Кельбаджарского района стал для нас военной необходимостью, без которой успех на Мардакертском направлении оказался бы краткосрочным. Для проведения этой операции, одной из самых значимых в ходе войны после Шушинской, мы, как и недавно в Мардакерте, сосредоточили штурмовые подразделения из всех оборонительных районов и свою основную ударную силу – отряд ЦОР. Руководство операцией было поручено Монте Мелконяну.
Есть некоторые данные о том, что в ходе наступления некоторые бойцы армянских сил уничтожали дома и имущество мирного населения, что запрещено правилами войны.
По словам Сержа Саргсяна армянами в результате наступления было захвачено как минимум 10 танков, более 10 единиц бронетехники: БМП-1, БМП-2, до 15 стволов артиллерии и большое количество боеприпасов

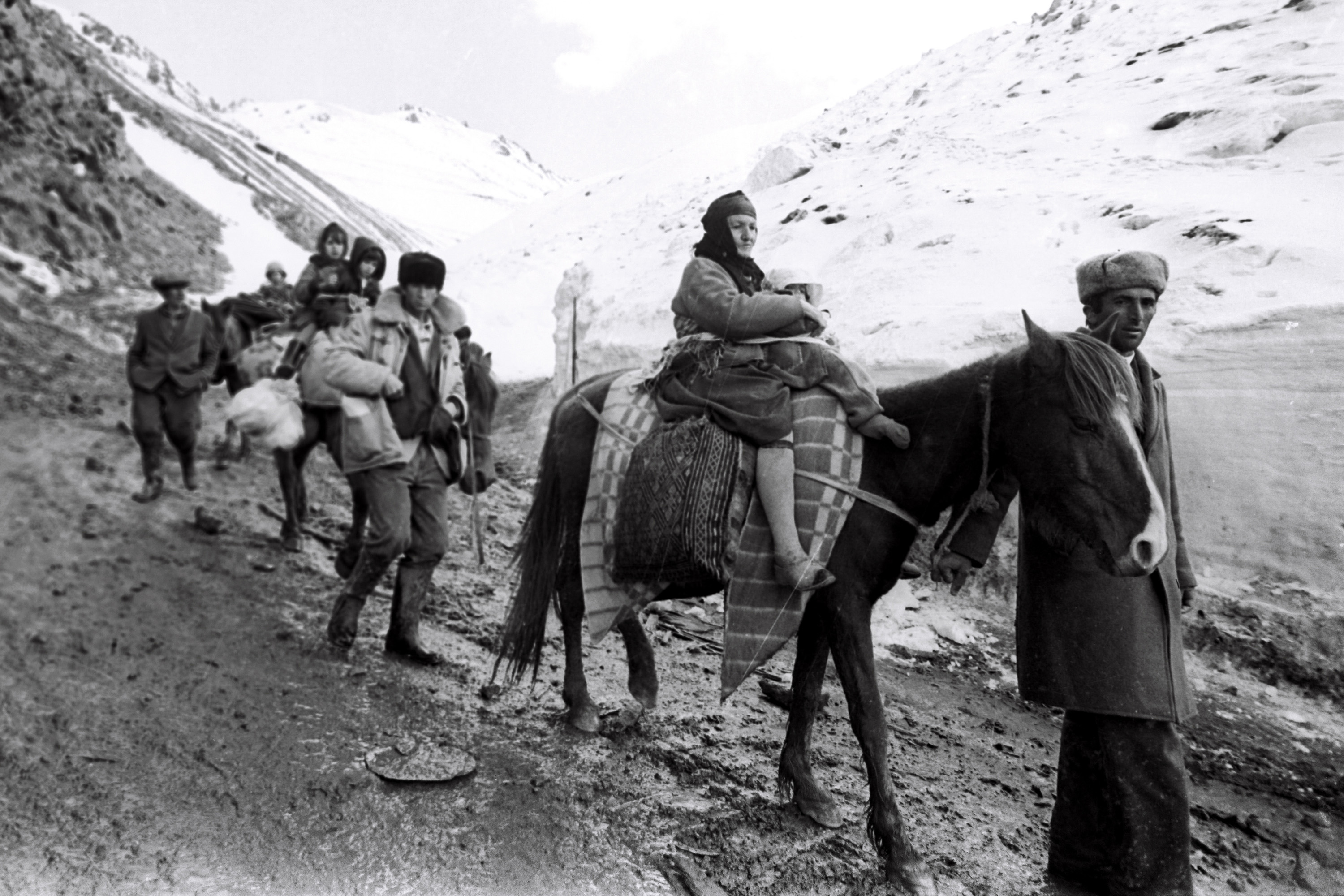
Покидающие Кельбаджар по Муровдагскому хребту азербайджанские беженцы

1 апреля 1993 года вооружённые группы с армянской стороны, используя автоматическое оружие и гранатомёты, совершили нападение на грузовик ГАЗ-52, перевозивший 25 мирных жителей. В результате они все были либо убиты, либо ранены и захвачены в качестве заложников. При отступлении через перевал Омар многие азербайджанцы замёрзли насмерть. Те, кто не успел на последние вертолёты, вывозившие гражданских, были вынуждены идти по сильному снегу при низких температурах. По данным Международного комитета Красного Креста 15 тысяч гражданских лиц, спасавшихся от наступающих армян, пропали без вести. Четыре азербайджанских вертолёта МИ-8, перевозивших беженцев и раненых из зоны конфликта, потерпели крушение, последний из них был сбит армянскими силами.
Участие Армении в захвате Кельбаджарского района было отмечено в докладе правозащитной организации «Human Rights Watch/Helsinki» «Азербайджан. Семь лет конфликта в Нагорном Карабахе».
Захватив Кельбаджар, армянская сторона продолжила наступление в направлении Физули, Кубатлы и Зангелана. Наступление было остановлено в 2 километрах от Физули. Это привело к массовой волне беженцев из этих территорий.

## Позиция мирового сообщества
1 апреля Турция выдвинула требовании к Армении «немедленно вывести все армянские войска с территории Азербайджана». После этого Турция запретила перевозку гуманитарных грузов для Армении через свою территорию и объявила повышенную боеготовность в своих ВВС. Президент Турции, Тургут Озал, обвинил Россию в активном участии в боевых действиях между сторонами, заявив, что «Российские транспортные самолёты значительно увеличили свои рейсы в Ереван до и после армянской агрессии в Кельбаджаре». Выступая на пресс-конференции, которую он провёл вместе с президентом Азербайджана Абульфазом Эльчибеем, Озал также заявил, что основываясь на отчётах турецкой разведки, он не думает, что российские самолёты перевозили только гуманитарную помощь
США осудили захват Кельбаджарского района Азербайджана и направили письмо протеста властям Армении, призвав немедленно вывести свои войска с захваченных территорий.
Иран заявил 2 апреля о своей «озабоченности судьбой граждан, «оказавшихся в осаде», и недопустимости разрастания конфликта и оккупации чужих земель». Иран позднее передислоцировал к границе с Азербайджаном два полка, в которых была объявлена повышенная боеготовность. Согласно А. Мехтиеву и Л. Минасяну, правительство Ирана дало понять азербайджанскому руководству, что в случае призыва о помощи оно готово к самым решительным действиям для защиты территориальной целостности Азербайджана. Позднее правительство Ирана заявило, что может занять гораздо «более серьёзную позицию, если боевые действия между Арменией и Азербайджаном не прекратятся».
На экстренном заседании Совет Безопасности ООН 6 апреля отклонил предложенную Турцией формулировку «агрессии Армении против суверенной Азербайджанской Республики». 6 апреля было сделано заявление председателя Совбеза ООН, а 30 апреля была принята резолюция, где выражалась серьёзная обеспокоенность «в связи с ухудшением отношений между Республикой Армения и Азербайджанской Республикой», отмечалось беспокойство по поводу «эскалации вооружённых военных действий, и в частности последнего вторжения местных армянских сил в Кельбаджарский район Азербайджана». Резолюция Совбеза требовала «немедленного вывода всех оккупирующих сил из Кельбаджарского района и других недавно оккупированных районов Азербайджана».
По мнению Томаса де Ваала, дипломатическая цена успеха Армении в Кельбаджарской операции оказалась высока, так как впервые выявились неопровержимые факты того, что армянские вооружённые силы вели боевые действия за пределами Нагорного Карабаха, что, вкупе с предположениями о вмешательстве на стороне армян российских военнослужащих, вызвало осуждение Армении международным сообществом.